# Динихтис
Динихтис (лат. Dinichthys, от др.-греч. δεινός ἰχθύς — ужасная рыба) — вымерший род плакодерм из монотипического семейства Dinichthyidae отряда артродир. Известен по ископаемым остаткам из Огайо (США); датированные находки относятся к фаменскому веку девонского периода. По размеру, форме и экологической нише был близок к широко известному дунклеостею.
Род описан Джоном Ньюберри в 1873 году по остаткам челюстей и крыши черепа. В течение более ста лет в него включали много видов больших артродир (в том числе виды, которые сейчас относят к родам Dunkleosteus, Eastmanosteus и Titanichthys), а в семейство Dinichthyidae — множество родов. В 2010 году R. K. Carr и W. J. Hlavin при описании 2 новых видов Dunkleosteus провели кладистический анализ отряда артродир, в результате которого в семействе оставлен только один род — Dinichthys, с единственным видом Dinichthys herzeri.
Сначала к роду Dinichthys был отнесён и вид Dinichthys terrelli Newberry, 1873. В начале XX века были найдены полные скелеты этого вида, тогда как Dinichthys herzeri был известен только по фрагментам. В результате Dinichthys terrelli служил основой для реконструкций динихтиса даже после того, как его выделили в отдельный род Dunkleosteus. В итоге получилось, что большинство реконструкций динихтиса на самом деле относятся к дунклеостею.